# 1964
1964. је била преступна година.

## Догађаји

### Јануар
- 30. јануар — У СССР су први пут у историји космонаутике уз помоћ једне ракете лансирана 2 сателита — „Електрон 1“ и „Електрон 2“ — у различите орбите лансирани

### Фебруар
- 9. фебруар — Битлси су се први пут појавили у Шоуу Еда Саливана, наступајући пред рекордних 73 милиона гледалаца.
- 10. фебруар — У судару два аустралијска ратна брода у заливу Џервис потонуо је разарач „Војаџер“, при чему је погинуло више од 80 морнара.

### Март
- 31. март — Бразилска војска је извела државни удар, збацила председника Жоаа Гуларта и увела војну диктатуру која ће трајати 21 годину.

### Јун
- 12. јун — Нелсон Мандела, Волтер Сисулу и још шест вођа антирасистичког покрета у Јужној Африци, осуђени су на доживотну робију.
- 12. јун — Врховни суд САД је донео пресуду у случају Лавинг против Вирџиније, прогласивши неуставним законе који су криминализовали бракове између особа различитих раса.

### Јул
- 2. јул — Председник САД Линдон Џонсон потписао је Закон о грађанским правима, којим је забрањена расна дискриминација.
- 6. јул — Британски протекторат у Африци Вејсланд је, под називом Малави, постао независна држава у оквиру Британског комонвелта.
- 31. јул — Амерички васионски брод без људске посаде „Ренџер 7“ емитовао прве снимке тамне стране Месеца.

### Август
- 2. август — Северновијетнамски патролни чамци су наводно отворили ватру на амерички разарач Медокс.

### Октобар
- 16. октобар — Кина је извела прву експлозију атомске бомбе и постала пета земља света која располаже нуклеарним оружјем.
  - Харолд Вилсон постаје британски премијер након што је Лабуристичку странку одвео до уске победе на изборима над конзервативном владом сер Алека Даглас-Хоума, која је била на власти 13 година и за то време имала четири различита лидера.
- 19. октобар — У удесу совјетског авиона Иљушин Ил-18, који се срушио на Авалу, погинули су сви путници међу којима је била шесточлана делегација совјетске армије са маршалом Сергејем Бирјузовом на челу.
- 22. октобар — Француски књижевник Жан Пол Сартр одбио Нобелову награду за књижевност.
- 29. октобар — Уједињена Република Тангањика, Занзибар и Пемба је променила назив у Танзанија.

### Децембар
- 14. децембар — Врховни суд САД је пресудом у случају Мотел Срце Атланте против Сједињених Држава да Конгрес може да користи уставне одредбе о трговини да се бори против дискриминације.

## Рођења

### Јануар
- 1. јануар — Диди Фајфер, америчка глумица[1]
- 4. јануар — Будимир Вујачић, црногорски фудбалер[2]
- 7. јануар — Николас Кејџ, амерички глумац, редитељ и продуцент[3]
- 13. јануар — Пенелопи Ен Милер, америчка глумица[4]
- 15. јануар — Крејг Фербрас, енглески глумац[5]
- 17. јануар — Предраг Томановић, српски глумац (прем. 1993)[6]
- 20. јануар — Рон Харпер, амерички кошаркаш и кошаркашки тренер[7]
- 21. јануар — Жерал Паси, француски фудбалер[8]
- 21. јануар — Александар Шоштар, српски ватерполо голман[9]
- 22. јануар — Нино Решић, босанскохерцеговачко-српски певач (прем. 2007)
- 23. јануар — Маришка Харгитеј, америчка глумица[10]
- 26. јануар — Пол Џохансон, амерички глумац, сценариста и редитељ[11]
- 27. јануар — Бриџет Фонда, америчка глумица[12]
- 31. јануар — Џеф Ханеман, амерички музичар, најпознатији као суоснивач и гитариста групе Slayer (прем. 2013)[13]

### Фебруар
- 1. фебруар — Лајнус Роуч, енглески глумац[14]
- 3. фебруар — Михаел Румениге, немачки фудбалер[15]
- 4. фебруар — Олег Протасов, украјински фудбалер и фудбалски тренер[16]
- 5. фебруар — Лора Лини, америчка глумица и певачица[17]
- 6. фебруар — Андреј Звјагинцев, руски редитељ, сценариста и глумац[18]
- 9. фебруар — Ернесто Валверде, шпански фудбалер и фудбалски тренер
- 10. фебруар — Дада Вујасиновић, српска новинарка (прем. 1994)
- 10. фебруар — Пако Тоус, шпански глумац
- 12. фебруар — Предраг Луцић, хрватски новинар, књижевник и драматург (прем. 2018)[19]
- 15. фебруар — Марк Прајс, амерички кошаркаш и кошаркашки тренер[20]
- 15. фебруар — Крис Фарли, амерички глумац и комичар (прем. 1997)[21]
- 16. фебруар — Бебето, бразилски фудбалер[22]
- 16. фебруар — Кристофер Еклстон, енглески глумац[23]
- 18. фебруар — Мет Дилон, амерички глумац и редитељ[24]
- 26. фебруар — Марк Дакаскос, филипинско-амерички глумац[25]
- 26. фебруар — Петар Хубчев, бугарски фудбалер и фудбалски тренер[26]
- 28. фебруар — Џамолидин Абдужапаров, узбекистански бициклиста

### Март
- 9. март — Жилијет Бинош, француска глумица[27]
- 11. март — Владимир Карађорђевић, југословенски принц
- 16. март — Гор Вербински, амерички редитељ, сценариста и продуцент[28]
- 17. март — Роб Лоу, амерички глумац, редитељ и продуцент[29]
- 20. март — Наташа Атлас, белгијско-енглеска музичарка[30]
- 22. март — Слободан Скерлић, српски сценариста и редитељ[31]
- 23. март — Хоуп Дејвис, америчка глумица[32]
- 26. март — Илија Најдоски, македонски фудбалер[33]
- 27. март — Слободан Бештић, српски глумац[34]
- 29. март — Ел Макферсон, аустралијски модел и глумица[35]
- 30. март — Трејси Чепмен, амерички музичар
- 31. март — Олександр Турчинов, украјински политичар

### Април
- 2. април — Горан Каран, хрватски певач
- 3. април — Бјарне Рис, дански бициклиста
- 4. април — Бранко, бразилски фудбалер и фудбалски тренер[36]
- 7. април — Расел Кроу, новозеландско-аустралијски глумац, продуцент и музичар[37]
- 16. април — Есбјерн Свенсон, шведски џез пијаниста (прем. 2008)[38]
- 17. април — Мејнард Џејмс Кинан, амерички музичар, најпознатији као певач групe
- 20. април — Микош Рњаковић, српски бициклиста[39]
- 20. април — Енди Серкис, енглески глумац и редитељ[40]
- 24. април — Џимон Хансу, бенинско-амерички глумац[41]
- 25. април — Ханк Азарија, амерички глумац, комичар и продуцент[42]
- 30. април — Лорензо Сталенс, белгијски фудбалер и фудбалски тренер[43]

### Мај
- 1. мај — Оља Бећковић, српска глумица, новинарка и ТВ водитељка[44]
- 4. мај — Роко Сифреди, италијански порнографски глумац, режисер и продуцент[45]
- 6. мај — Бобан Марковић, српски музичар, један од најзначајнијих трубача на Балкану
- 7. мај — Пјер Жалица, босанскохерцеговачки редитељ, сценариста и продуцент[46]
- 8. мај — Драган Перић, српски атлетичар (бацач кугле и диска)[47]
- 15. мај — Горица Нешовић, српска новинарка, списатељица и радијска и ТВ водитељка (прем. 2022)
- 17. мај — Стратос Апостолакис, грчки фудбалер и фудбалски тренер
- 19. мај — Милослав Мечирж, чехословачки тенисер
- 20. мај — Миодраг Белодедић, румунски фудбалер[48]
- 25. мај — Реј Стивенсон, северноирски глумац (прем. 2023)[49]
- 26. мај — Лени Кравиц, амерички музичар, музички продуцент и глумац[50]
- 30. мај — Том Морело, амерички музичар и глумац, најпознатији као члан група Rage Against the Machine и [51]
- 30. мај — Марк Шепард, британски глумац и музичар[52]

### Јун
- 10. јун — Ендру Никол, новозеландски редитељ, сценариста и продуцент[53]
- 11. јун — Жан Алези, француски аутомобилиста, возач Формуле 1[54]
- 13. јун — Шарунас Марчуљонис, литвански кошаркаш[55]
- 15. јун — Кортни Кокс, америчка глумица, филмска продуценткиња и режисерка[56]
- 15. јун — Михаел Лаудруп, дански фудбалер и фудбалски тренер[57]
- 21. јун — Љубиша Стаменковић, српски фудбалер и фудбалски тренер
- 22. јун — Ден Браун, амерички писац[58]
- 23. јун — Џос Видон, амерички продуцент, редитељ, сценариста, писац стрипова и композитор[59]
- 25. јун — Дел Кари, амерички кошаркаш[60]
- 25. јун — Џони Херберт, енглески аутомобилиста, возач Формуле 1[61]
- 26. јун — Томи Макинен, фински рели возач[62]

### Јул
- 3. јул — Јардли Смит, америчка глумица[63]
- 5. јул — Миодраг Стојковић, српски генетичар
- 9. јул — Ђанлука Вијали, италијански фудбалер и фудбалски тренер (прем. 2023)[64]
- 9. јул — Кортни Лав, америчка музичарка и глумица[65]
- 11. јул — Горан Радаковић, српски глумац[66]
- 16. јул — Мигел Индураин, шпански бициклиста, петоструки победник Тур де Франса
- 17. јул — Хедер Лангенкамп, америчка глумица, редитељка и продуценткиња[67]
- 19. јул — Саша Лошић, босанскохерцеговачки музичар, најпознатији као певач групе Плави оркестар[68]
- 20. јул — Крис Корнел, амерички музичар, најпознатији као певач група Soundgarden и Audioslave (прем. 2017)[69]
- 22. јул — Џон Легвизамо, амерички глумац, стендап комичар, продуцент, драматург и сценариста[70]
- 22. јул — Дејвид Спејд, амерички глумац, комичар и сценариста[71]
- 26. јул — Сандра Булок, америчка глумица[72]
- 30. јул — Вивика А. Фокс, америчка глумица, продуценткиња и ТВ водитељка[73]
- 30. јул — Јирген Клинсман, немачки фудбалер и фудбалски тренер
- 31. јул — Вендел Алексис, амерички кошаркаш[74]

### Август
- 2. август — Мери-Луиз Паркер, америчка глумица[75]
- 5. август — Зоран Сретеновић, српски кошаркаш и кошаркашки тренер (прем. 2022)
- 12. август — Чики Бегиристајн, шпански фудбалер[76]
- 17. август — Жоржињо, бразилски фудбалер и фудбалски тренер[77]
- 17. август — Зоран Костић Цане, српски музичар
- 20. август — Дино Дворник, хрватски музичар, музички продуцент и глумац (прем. 2008)[78]
- 21. август — Душан Недељковић, српски књижевник и радијски водитељ
- 22. август — Матс Виландер, шведски тенисер[79]
- 24. август — Ерик Бернар, француски аутомобилиста, возач Формуле 1[80]
- 24. август — Љиљана Николовска, хрватска певачица[81]

### Септембар
- 1. септембар — Андријана Виденовић, српска глумица[82]
- 2. септембар — Кијану Ривс, канадско-амерички глумац и музичар[83]
- 3. септембар — Амбер Лин, америчка порнографска глумица, модел и плесачица
- 5. септембар — Кевин Сондерсон, амерички ди-џеј и продуцент електронске музике
- 6. септембар — Роузи Перез, америчка глумица, редитељка, продуценткиња, плесачица и списатељица[84]
- 7. септембар — Изи-И, амерички хип хоп музичар и музички продуцент (прем. 1995)[85]
- 25. септембар — Карлос Руиз Зафон, шпански писац (прем. 2020)
- 28. септембар — Џајлс Питерсон, енглески ди-џеј
- 30. септембар — Моника Белучи, италијанска глумица и модел[86]

### Октобар
- 3. октобар — Клајв Овен, енглески глумац[87]
- 9. октобар — Гиљермо дел Торо, мексички редитељ, глумац, сценариста и писац[88]
- 11. октобар — Милорад Ратковић, босанскохерцеговачко-српски фудбалер[89]
  - Драган Бубало, поручник ЈНА
- 20. октобар — Ненад Ненадовић, српски глумац и ТВ водитељ (прем. 2021)[90]
- 22. октобар — Дражен Петровић, хрватски кошаркаш (прем. 1993)[91]
- 26. октобар — Свен Фет, немачки ди-џеј и музички продуцент[92]
- 27. октобар — Жарко Петровић, српски одбојкаш (прем. 2007)[93]
- 29. октобар — Стеван Стојановић, српски фудбалски голман[94]
- 30. октобар — Жан-Марк Босман, белгијски фудбалер
- 31. октобар — Марко ван Бастен, холандски фудбалер и фудбалски тренер[95]

### Новембар
- 5. новембар — Ђорђе Давид, српски музичар и глумац[96]
- 5. новембар — Фамке Јансен, холандска глумица и модел[97]
- 6. новембар — Грег Графин, амерички музичар и писац, најпознатији као певач и суоснивач групе [98]
- 9. новембар — Роберт Данкан Макнил, амерички глумац, редитељ и продуцент[99]
- 11. новембар — Калиста Флокхарт, америчка глумица[100]
- 19. новембар — Радмило Михајловић, босанскохерцеговачко-српски фудбалер[101]
- 20. новембар — Борис Дежуловић, хрватски новинар и писац
- 27. новембар — Роберто Манчини, италијански фудбалер и фудбалски тренер[102]
- 28. новембар — Рој Тарпли, амерички кошаркаш (прем. 2015)[103]
- 29. новембар — Дон Чидл, амерички глумац[104]

### Децембар
- 1. децембар — Салваторе Скилачи, италијански фудбалер (прем. 2024)[105]
- 4. децембар — Урош Ђурић, српски сликар и глумац[106]
- 4. децембар — Сертаб Еренер, турска музичарка
- 4. децембар — Мариса Томеј, америчка глумица[107]
- 6. децембар — Милош Алигрудић, српски политичар
- 6. децембар — Горан Милојевић, српски фудбалер и фудбалски тренер[108]
- 8. децембар — Тери Хачер, америчка глумица[109]
- 10. децембар — Едит Гонзалез, мексичка глумица и плесачица (прем. 2019)[110]
- 19. децембар — Арвидас Сабонис, литвански кошаркаш[111]
- 20. децембар — Млађан Динкић, српски економиста и политичар
- 23. децембар — Еди Ведер, амерички музичар, најпознатији као певач и гитариста групе

## Смрти

### Јануар
- 17. јануар — Ђорђе Андрејевић Кун, српски сликар и графичар (* 1904)
- 19. јануар — Фирмен Ламбо, белгијски бициклиста. (*1886)[112]

### Март
- 12. март — Јован Бијелић, српски сликар (* 1886)[113]

### Април
- 5. април — Даглас Макартур, амерички генерал[114]

### Август
- 12. август — Ијан Флеминг, енглески књижевник[115]

### Октобар
- 19. октобар — Сергеј Бирјузов, маршал Совјетског Савеза
- 20. октобар — Херберт Хувер, 31. председник САД[116]

### Новембар
- 6. новембар — Иго Кобле, швајцарски бициклиста. (*1925)

## Нобелове награде
- Физика — Николај Генадијевич Басов и Александар Михајлович Прохоров и Чарлс Хард Таунс
- Хемија — Дороти Кроуфут Хоџкин
- Медицина — Кондрад Блок и Феодор Линен
- Књижевност — Жан-Пол Сартр
- Мир — Мартин Лутер Кинг
- Економија — Награда у овој области почела је да се додељује 1969. године